# Цуруи
Цуруи (яп. 鶴居村 Цуруи-мура) — село в Японии, находящееся в уезде Акан округа Кусиро губернаторства Хоккайдо. Площадь села составляет 571,84 км², население — 2529 человек (30 июня 2014), плотность населения — 4,42 чел./км².
1 апреля 1937 года произошло отделение от деревни Тонсин (сейчас город Акан, город Кусиро), в связи с чем образовалась деревня Цуруи. В 1959 году была выполнена реконструкция села.

## Географическое положение
Село расположено на острове Хоккайдо в губернаторстве Хоккайдо. С ним граничат город Кусиро и посёлки Кусиро, Сибетя.

## Население
Население села составляет 2529 человек (30 июня 2014), а плотность — 4,42 чел./км². Изменение численности населения с 1980 по 2005 годы:
| 1980 | 2638 чел. |  |
| 1985 | 2856 чел. |  |
| 1990 | 2829 чел. |  |
| 1995 | 2759 чел. |  |
| 2000 | 2728 чел. |  |
| 2005 | 2672 чел. |  |

## Символика
Деревом села считается берёза плосколистная, цветком — космея, птицей — японский журавль.